# Centrale nucleare di Caorso
La centrale nucleare di Caorso è stata una centrale nucleare, situata in località Mezzanone di Zerbio, frazione del comune italiano di Caorso (provincia di Piacenza); aveva un unico reattore da 860 MW di potenza elettrica netta, a uranio leggermente arricchito, moderato ad acqua leggera e raffreddato secondo lo schema ad acqua bollente di seconda generazione (BWR), modello BWR4, con edificio di contenimento di seconda versione (Mark 2).
Nel periodo di esercizio, durato fino al 1986, il reattore, soprannominato Arturo dagli addetti agli impianti e dalla popolazione locale, ha prodotto complessivamente 29 TWh.

## Storia
La centrale nucleare è stata costruita su richiesta dell'Enel tra il 1º gennaio 1970 e il 23 maggio 1978 da parte di Ansaldo Meccanico Nucleare sotto la direzione dell'ingegnere Giorgio Ferrari, in collaborazione con la General Electric, su un progetto realizzato da parte delle stesse Enel e Ansaldo Meccanico Nucleare.
Il 31 dicembre 1977 il reattore ha toccato per la prima volta la criticità, mentre il 23 maggio 1978 è stato collegato per la prima volta in parallelo con la rete di distribuzione dell'energia elettrica. Infine, la centrale ha iniziato la propria attività commerciale il 1º dicembre 1981.
Il 25 ottobre 1986 la centrale venne posta in arresto a freddo al fine di permettere la ricarica del combustibile, azione che era già stata svolta tre volte negli anni precedenti. Successivamente, in seguito ai referendum svolti nel 1987 e alle conseguenti variazioni nella politica energetica italiana, l'impianto non venne riavviato e rimase in uno stato di conservazione nel quale tutti i sistemi vennero preservati in ottica di un eventuale ripresa della produzione di energia.
Nel luglio 1990 la centrale è stata chiusa definitivamente a seguito della pubblicazione di una delibera da parte del CIPE pubblicata il 26 luglio che prevedeva la chiusura definitiva degli impianti nucleari di Caorso e Trino. A seguito della delibera è incominciato lo smantellamento della centrale, con il mantenimento in attività o in stato di conservazione dei soli componenti la cui funzionalità era necessaria al proseguimento delle operazioni di decommissioning. Tra il 1998 e il 1999 è stata portata a termine l´attività di scarica dal nocciolo del reattore del combustibile irraggiato, il quale, a partire da quel momento, è stato stivato all'interno delle piscine poste al livello ricarica.
Nel 1999 la proprietà della centrale è passata alla SOGIN con il fine di arrivare a completare la procedura di smantellamento. Sogin ha, quindi, avviato la stesura di un piano per lo smantellamento dell'impianto. Nel 2000 è stata pubblicata, mediante un decreto ministeriale emanato dal ministero dell'Industria del Commercio e dell'Artigianato, la strategia dello smantellamento accelerato dell´impianto. Contestualmente all'approvazione del piano, sono state autorizzate alcune attività necessarie al decommissioning tra cui lo stivaggio del combustibile irraggiato all'interno di contenitori adatti allo stoccaggio e alla movimentazione, il trattamento e condizionamento delle scorie radioattive prodotte durante il funzionamento dell'impianto e durante il suo smantellamento, interventi alla costruzione ospitante la turbina e al sistema off-gas, lo smantellamento dell'edificio torri RHR (Residual Heat Removal System) e la sanificazione del circuito primario.
Nel luglio 2001 è stato pubblicato in gazzetta ufficiale un secondo decreto del ministero dell'Industria del Commercio e dell'Artigianato, il quale ha dato il via allo smantellamento accelerato da parte della SOGIN.
Nel 2004 è stata completata la decontaminazione del circuito primario, mentre nel dicembre 2006 risultavano terminati lo smantellamento e la rimozione delle turbine e del turboalternatore posti all'interno dell'edificio turbina.
Con la pubblicazione del decreto del Ministero delle Attività Produttive 2 dicembre 2004 attuato, in seguito, dall'accordo inter-governativo stipulato tra Italia e Francia il 24 novembre 2006 a Lucca e al contratto firmato successivamente tra SOGIN e Areva è stato avviato l'iter per il trasporto in Francia delle 1 032 barre di combustibile irraggiato presenti all'interno della centrale in funzione del loro riprocessamento.
Nel novembre 2007 è stata avviata da parte di Arpa una serie di azioni finalizzate al controllo dei livelli di radioattività della zona in previsione del trasporto del combustibile irraggiato, operazione iniziata nel mese successivo con lo svuotamento del combustibile irraggiato contenuto nelle piscine. In seguito il combustibile è stato trasferito all'impianto Areva di Le Havre per il riprocessamento, con l'organizzazione di 16 viaggi, l'ultimo dei quali avvenuto nel giugno 2010. Il rientro del combustibile al termine delle operazioni è previsto entro il 2025.

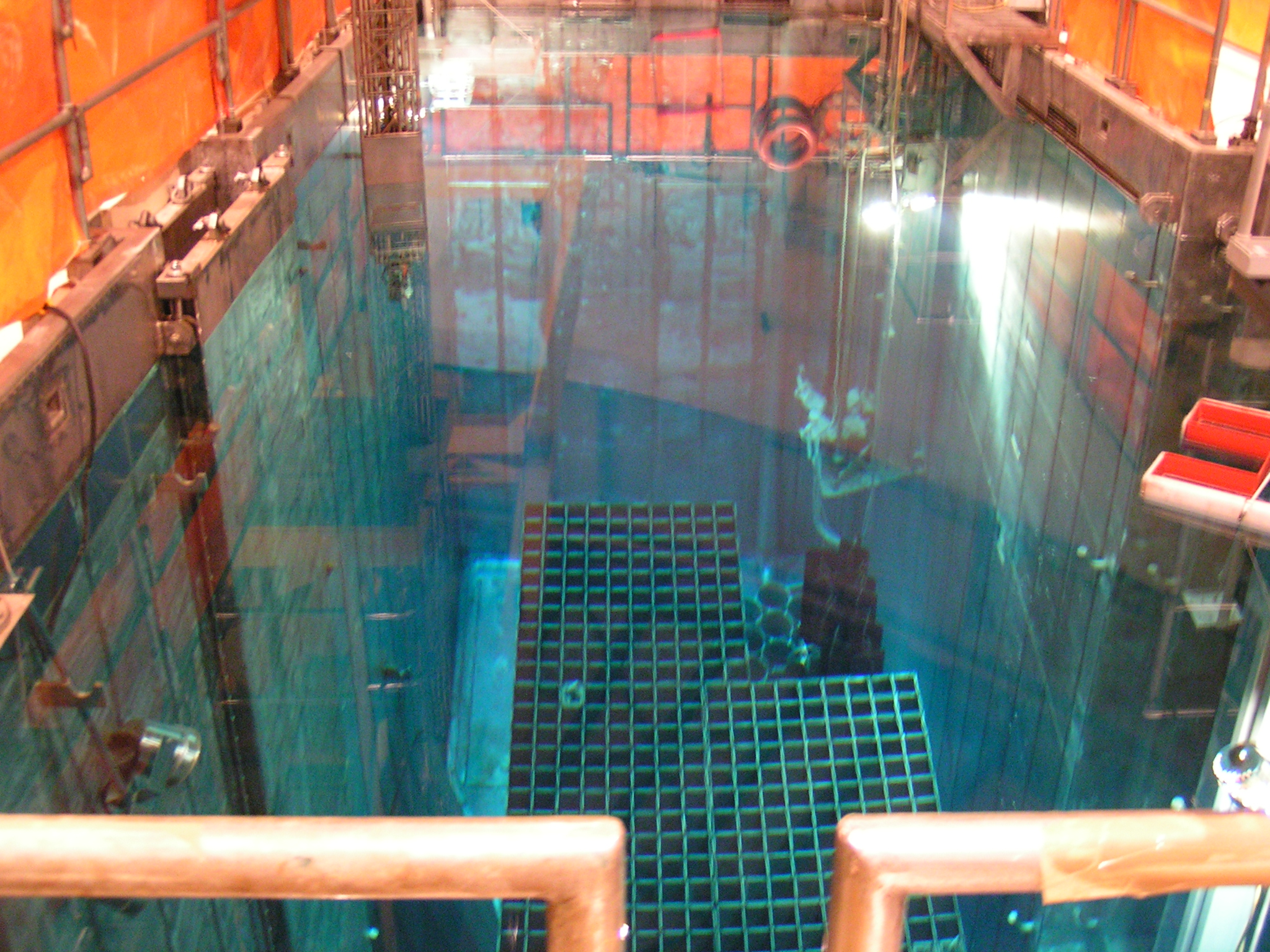
La piscina nucleare nel 2005

A partire dal febbraio 2008 la centrale è sede della Scuola Italiana di Radioprotezione, Sicurezza e Ambiente, diventata, poi, nel 2011 Scuola di Formazione, Radioprotezione e Sicurezza
Nel maggio 2008, SOGIN ha terminato la demolizione delle torri di raffreddamento ausiliarie RHR. Nell'ottobre dello stesso anno è stata pubblicata la VIA relativa al progetto di smantellamento della centrale, documento che ha ottenuto la luce verde da parte degli enti coinvolti, ovvero la regione Emilia-Romagna, il ministero dei Beni Culturali e la commissione per la valutazione d´impatto ambientale del ministero dell´Ambiente.
Nel 2009, all'interno dell'edificio che ospitava originariamente la turbina è stata attivata una Stazione Gestione Materiali finalizzata alla segmentazione, al controllo radiologico e alla decontaminazione dei materiali; la stazione è stata impiegata fino al 2012 permettendo la decontaminazione di tutti gli elementi ancora presenti nell'edificio turbina.

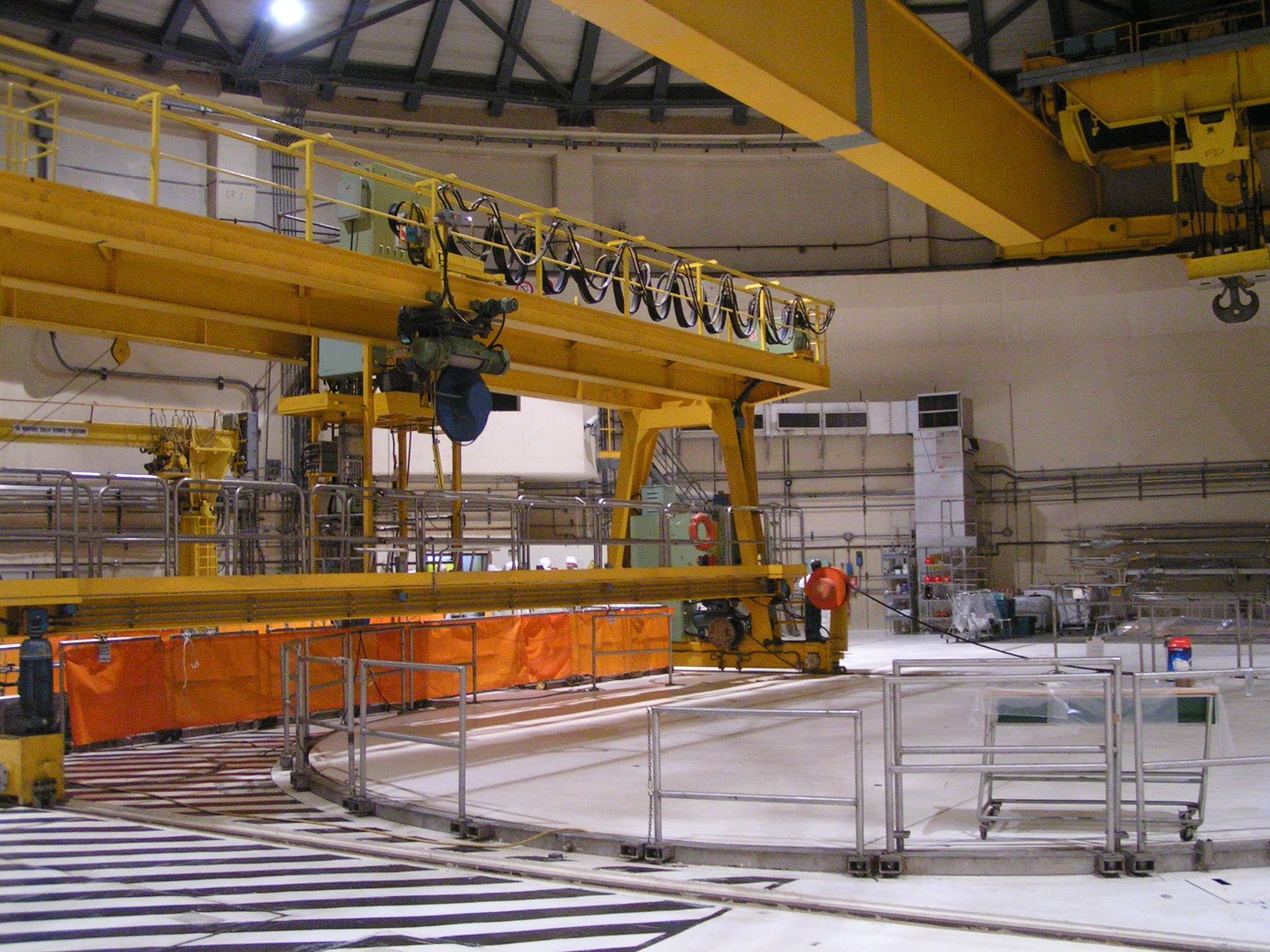
Il reattore della centrale nel 2005

Nel giugno 2012 SOGIN ha terminato la bonifica dell'edificio turbina, operazione che ha comportato complessivamente lo smantellamento e la decontaminazione di 10000 t di materiali e componenti metallici, il più grande intervento di bonifica di materiale contaminato realizzato fino ad ora in un sito nucleare italiano. Complessivamente, a Caorso sono state smantellate, decontaminate e allontanate dal sito fino al 2012 9400 t di sistemi e componenti metallici, il 62% del metallo originariamente presente.
Nel dicembre 2012 è stato pubblicato il bando di gara per la progettazione esecutiva e l'esecuzione dei lavori di smantellamento dei sistemi e componenti dell'edificio reattore della centrale, con l'esclusione del recipiente in pressione del reattore (vessel) e i suoi componenti interni (internals). Il termine delle operazioni era previsto in 4 anni e mezzo a partire dall'aggiudicazione dell'appalto.
Nel febbraio 2013 sono iniziate, con la demolizione del camino, le operazioni di smantellamento e decontaminazione dell'impianto di trattamento degli scarichi gassosi situato all'interno dell'edificio off-gas dove, durante l'esercizio della centrale, venivano lavorati i gas di scarico prima del loro rilascio nell'ambiente.
Nel 2014 è stato pubblicato dal ministero dello Sviluppo Economico il decreto che ha autorizzato la disattivazione della centrale, autorizzando, quindi, la SOGIN all'esecuzione di tutte le attività ad essa connesse.
Tra il 2016 e il 2017 è stata completata la rimozione dei coibenti, tra i quali l'amianto, dei generatori diesel di emergenza.
Nel 2017 sono iniziati i lavori per la creazione, all'interno dell'edificio turbina, di un sito di stoccaggio temporaneo dei rifiuti radioattivi presenti all'interno dell'impianto per permettere l'adeguamento dei depositi preesistenti agli ultimi standard di sicurezza e della realizzazione di una Stazione Trattamento Rifiuti che permetta la compattazione e la cementazione degli scarti prodotti durante la fase di decommissioning in modo da renderli pronti al conferimento presso il deposito nazionale.
Nell'aprile 2022 è stato completato il trasporto verso la Slovacchia di tutti i fanghi e le resine radioattive prodotti dall'impianto nel corso del funzionamento, per un totale di 5 900 fusti destinati all'incenerimento. I fusti sono poi rientrati presso la centrale, dove sono stati stoccati in un deposito temporaneo in attesa del conferimento nel deposito nazionale, entro la fine del 2023 con un volume ridotto del 90%.